# Руританські романи

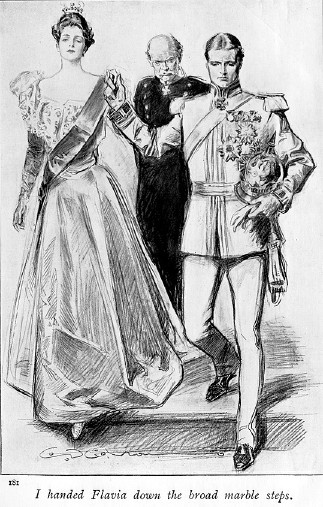
Фронтиспис «В'язень Зенди», руританського романа-епоніма. Ілюстратор — Чарльз Гібсон, видання 1898 р.

«Руританські романи» (ruritanian romances) — піджанр пригодницької літератури кінця XIX — початку XX століть. Їх дії відбуваються у аристократичних колах вигаданих країн, де вирують політичні інтриги та романтичні пристрасті.
Термін походить від вигаданої країни «Руританія» (Ruritania) з роману Ентоні Хоупа «В'язень Зенди», опублікованого в 1894 році й неодноразово екранізованого. Згодом цей термін був розповсюджений в англомовному світі для позначення типової центральноєвропейської країни з монархічною формою правління.
Стівенсон, Конан Дойл та багато інших авторів охоче користувалися прикладом Хоупа і переносили дію своїх творів у вигадані країни по типу Руританії. Це мало попит у читацької аудиторії на межі XIX—XX століть.
Своєрідним еталоном руританського роману став «Принц Отто» Роберта Льюїса Стівенсона (1885 р.).
Для середньостатистичного британського чи американського читача це було не фентезі, а дещо, що цілком вкладалося у межі правдоподібності. На Балканах регулярно з'являлися, зникали чи змінювали назву нові невеличкі королівства. З руританськими романами перегукувалися реальні факти з політичної хроніки того часу — втрата грецького трону Оттоном Баварським, повалення першого правителя об'єднаної Румунії Александру Йона Кузи, подвійне відречення першого болгарського князя Олександра Баттенберга тощо.
У міжвоєнний період, з розвитком реалістичної прози з одного боку і стрімким скороченням числа монархій в Європі — з іншого, руританскі романи швидко стають неактуальними і втрачають популярність.
Поступово вони перетворюються на улюблений предмет пародій та політичної сатири як у кіно, так і в літературі:
- кінофарс братів Маркс «Качиний суп» (доведена до абсурду пародія на руританську прозу).
- епічні «Великі перегони» Блейка Едвардса.
- фільми Чарлі Чапліна «Великий диктатор» та «Король в Нью-Йорку».
- «Пригоди Тінтіна» в Сильдавії та Бордурії.
- «Бліде полум'я» Володимира Набокова і його ж більш ранній уривок «Solus Rex» (у Набокова місце альпійської «Зенди» посідає північна «Зембла»).

В соціалістичних країнах руританські сюжети ставилися догори дригом: в ідеально-героїчному світлі подавалася боротьба мешканців вигаданих європейських країн проти владної тиранії:
- «Три товстуни» Юрія Олеші
- «Падіння республіки Ітль» Бориса Лавреньова
- «Каін XVIII» Євгена Шварца
- «Блискучий світ» та ряд інших творів Олександра Гріна.

В радянській літературі цей напрям з'явився ще до офіційного оголошення принципів соцреалізму. Спершу це було скоріше явище лівого романтизму. Втім характерно, що вигадані «закордонні» світи, як правило, асоціювалися не з Центральною чи Південно-Східною Європою, а з західноєвропейськими країнами чи територіями, які західні європейці колонізували. Яскравий приклад останнього варіанту — Грінландія, вигадана країна між Азією і Океанією, де відбуваються події значної частини творів Олександра Гріна.
У післявоєнний час «руританська» тематика активно використовувалася у пропаганді. Яскравий приклад — художній фільм «Змова приречених» (СРСР, 1950 рік), що змальовує політичні інтриги та перемогу лівих сил над право-клерикальними колами. Дії відбуваються у неназваній країні Східної Європи.
У західній літературі другої половини XX століття традиційний руританський антураж окрім пародійно-гумористичних творів використовувався також у жанрі «жіночого любовного роману».
Значна частина сюжетів та деталей руританського роману перекочувала до фантастичної літератури, дія якої відбувається за межами нашого світу. Наприклад, елементи руританської традиції можна знайти в циклі романів Владислава Крапівіна «В глибині Великого Кристалу», дія якого відбувається у паралельних світах.
Антураж вигаданої східно-європейської держави використувуються і в деяких відеоіграх — наприклад, таких як Papers, Please, This War of Mine або Beholder.
Аналогом «руританізації» сюжету сьогодні є часто експлуатована в літературі та особливо кінематографі локалізація дій у вигаданій латиноамериканській країні.